# Rescue Rock
Rescue Rock är ett rev i Sydgeorgien och Sydsandwichöarna (Storbritannien). Det ligger utanför Sydgeorgiens kust. Det finns inga samhällen i närheten. 